# Aldose

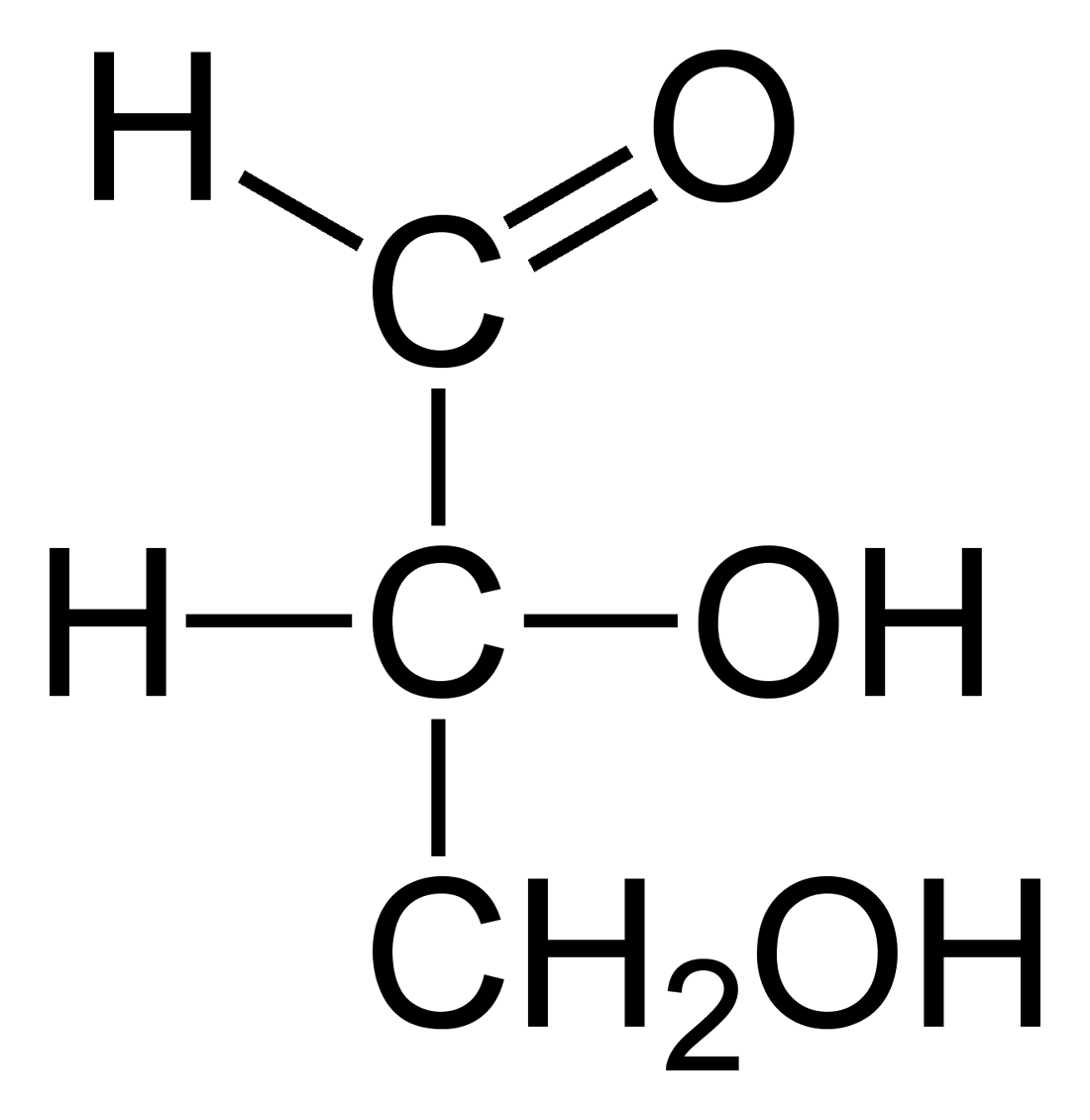
Projection de Fischer du D-glycéraldéhyde, un aldose triose.

Les aldoses sont l'une des deux familles d'oses avec les cétoses. Le groupe carbonyle est un groupe aldéhyde et il définit la position du premier carbone.
Si le groupe carbonyle est situé à une des extrémités de la chaîne carbonée, l'ose est un aldéhyde, on parle d'« aldose ». Si au contraire le groupe carbonyle est situé sur une autre position, l'ose est une cétone, on parle alors de « cétose ». La réaction de Seliwanoff permet de les différencier.
Les principaux aldoses sont le D-glycéraldéhyde (triose), le D-ribose (pentose), et les hexoses : D-glucose, D-mannose et D-galactose.
Les aldoses sont des chaines carbonées qui ont au moins trois et jusqu'à sept carbones, et qui portent des groupes alcool primaire ou secondaire. Ils sont numérotés à partir du carbone portant le groupe aldéhyde, noté carbone no 1 (et en haut dans la projection de Fischer), et la numérotation continue ainsi de suite avec les carbones suivants numérotés 2, 3, 4, etc., jusqu'au dernier carbone de la chaine.

## Liste
- Triose : glycéraldéhyde.
- Tétroses : érythrose, thréose.
- Pentoses : ribose, arabinose, xylose, lyxose.
- Hexoses : allose, altrose, glucose, mannose, gulose, idose, galactose, talose.